# Zastava Master FLG
El Zastava Master FLG es un subfusil de 9 mm desarrollado por Zastava Arms en Yugoslavia en la década de 1990. El FLG fue diseñado pensando en su empleo por la policía y las fuerzas especiales, siendo construido de plástico y acero.

## Detalles de diseño
El FLG es un subfusil accionado por los gases del disparo y basado en el diseño del M70, pero también incorpora algunas características de diseño encontradas en el HK MP5. Se ha prestado especial atención a la seguridad y a los detalles ergonómicos, para impedir disparos accidentales cuando el arma se cae o se golpea. El arma tiene un cerrojo rotativo y dispara a cerrojo cerrado. Una palanca interna bloquea el mecanismo de gatillo si el cerrojo no está completamente cerrado. 
Todos las operaciones principales pueden ser ejecutadas sin mover el dedo del guardamonte. El arma cuenta con retén de cargador superior (ambidiestro) e inferior. 

## Variantes
Master FLG versión básica
Master FLG P versión con silenciador integral M.91-4
Master FLG K versión de cañón corto con empuñadura delantera vertical